# Robertsfors
Robertsfors är en tätort i Västerbotten samt centralort för Robertsfors kommun, Västerbottens län, belägen vid Rickleån. 

## Historia
Robertsfors, som ursprungligen hette Edfastmark, har fått sitt namn från grosshandlaren Robert Finlay och Robertsfors bruk som anlades 1758. Ursprungligen var det majoren Georg Wilhelm Palmstruch som redan 1751 hade visioner för området. Framförallt såg han möjligheten att utnyttja de naturliga resurserna i området såsom forsar, närliggande skogar och närheten till kusten med Sikeåfjärdens hamn för att etablera en bruksanläggning. Planerna för masugnar, utvinning av malm och hanteringen av tackjärnet fanns redan klara 1756 men Palmstruch hade inte kapitalet som krävdes för en sådan investering och samtidigt blev han utkommenderad till det Pommerska kriget vilket ledde till att han aldrig kunde verkställa sina planer.  
Istället var det Robert Finlay och John Jennings som tog upp planerna och i sin nationella expansion etablerade de även Robertsfors bruk 1758, vilket den svenska staten stöttade med genom att ge skattefrihet för området i tolv år. Under sin storhetstid räknades handelsfirman Jennings & Finlay som en av Sveriges absolut största järnexportörer, vilket de förvaltade genom att lägga under sig en ansenlig mängd olika bruksområden. 
Robertsfors är belägen i Bygdeå socken, från 1799 kyrkby i Robertsfors församling och ingick efter kommunreformen 1862 i Bygdeå landskommun. I denna inrättades för orten 28 oktober 1927 Robertsfors municipalsamhälle som upplöstes med utgången av 1958. Orten ingår sedan 1974 i Robertsfors kommun, där Robertsfors sedan dess är centralort.

### Befolkningsutveckling
| Befolkningsutvecklingen i Robertsfors 1900–2020 | Befolkningsutvecklingen i Robertsfors 1900–2020 | Befolkningsutvecklingen i Robertsfors 1900–2020 | Befolkningsutvecklingen i Robertsfors 1900–2020 | Befolkningsutvecklingen i Robertsfors 1900–2020 |
| ----------------------------------------------- | ----------------------------------------------- | ----------------------------------------------- | ----------------------------------------------- | ----------------------------------------------- |
|                                                 |                                                 |                                                 |                                                 |                                                 |
| År                                              |                                                 |                                                 | Folkmängd                                       | Areal (ha)                                      |
| 1900                                            | 1900                                            |                                                 | 819                                             | †                                               |
| 1960                                            | 1960                                            |                                                 | 1 424                                           |                                                 |
| 1965                                            | 1965                                            |                                                 | 1 501                                           |                                                 |
| 1970                                            | 1970                                            |                                                 | 1 637                                           |                                                 |
| 1975                                            | 1975                                            |                                                 | 1 921                                           |                                                 |
| 1980                                            | 1980                                            |                                                 | 2 254                                           |                                                 |
| 1990                                            | 1990                                            |                                                 | 2 327                                           | 223                                             |
| 1995                                            | 1995                                            |                                                 | 2 260                                           | 224                                             |
| 2000                                            | 2000                                            |                                                 | 2 036                                           | 217                                             |
| 2005                                            | 2005                                            |                                                 | 2 010                                           | 217                                             |
| 2010                                            | 2010                                            |                                                 | 2 004                                           | 215                                             |
| 2015                                            | 2015                                            |                                                 | 2 030                                           | 213                                             |
| 2020                                            | 2020                                            |                                                 | 2 010                                           | 216                                             |
| † Som köpingsliknande samhälle 1900.            |                                                 |                                                 |                                                 |                                                 |

## Näringsliv
I Robertsfors finns bland annat järngjuteri- och tidigare fanns det tillverkning av industridiamanter. Det finns gott om arbetsgivare i Robertsfors inom olika industrier både elektronik metall och textil, samt jordbruk. Robertsfors kommun är bland Sveriges företagstätaste kommuner med ca 1723 företag enligt bolagsfakta , 
Det finns även ett urval av elektronik-, livsmedels-, inredningsaffärer och Byggnadsvårdsbutik i centrala Robertsfors.

## Utbildning
I Robertsfors finns den kommunala gymnasieskolan Jenningsskolan, men sedan våren 2014 har kommunen bestämt att lägga ner skolan på grund av bristande elevunderlag. Frågan om Jenningsskolan har varit på agendan åtminstone sedan 2009, men de slutgiltiga besluten kom alltså inte förrän 2014. På skolan erbjöds program såsom industritekniska, vård- och omsorgs, restaurang- och livsmedelsprogrammet och så vidare. Lokalerna används idag av förskola, lågstadiet och fritids. 
Idag har Robertsfors två olika grundskolor, Jenningsskolan som tar hand om förskolan upp till årskurs 3 och Tundalsskolan som har hand om årskurs 4 till årskurs 9. 

## Idrott
Robertsfors IK bildades år 1907 och är ortens största fotbollsklubb. För närvarande har klubben ca 375 medlemmar.

## Kultur
I Robertsfors finns det ett antal olika "etablerade" kulturplatser och grupper. 
De olika teatergrupperna är: 
1. Robertsfors Teater & Musik, vilka framförallt uppträder i Centrumhuset i Robertsfors men ibland även ute i andra delar av kommunen. De hanterar olika typer av professionella teater, dans och musikföreställningar.
2. Musiksällskapet, vilka har levererat ett flertal musikaler inom kommunen och är även kända utanför kommunen. År 2019 har de varit aktiva i 50 år.

Sedan finns det även en konstgalleri i centrala Robertsfors som kallas för Galleri Blickpunkten där det görs olika typer av konstutställningar. Denna hyrs även av olika grupper och enskilda konstnärer som bedriver utställningsverksamhet. Det är Konstföreningen i Robertsfors hanterar det mesta som har med Galleri Blickpunkten.
I centrala Robertsfors finns det även ett museum, kallat Bruksmuseet. Museet visar upp på hur industrialismen kom till Robertsfors och har förändrat kommunen. Det går även att se den gamla bruksjärnvägen och arbetarbostäderna som finns vid museet.
I anslutning till den lokala grundskolan Tundalsskolan finns även Robertsfors bibliotek. 

## Evenemang
Varje år sedan 1964 har längdskidstävlingen 7-mila mellan orterna Vindeln och Robertsfors hållits igång, med några avbrott av ekonomiska och vädermässiga skäl mellan 2001 och 2007. Även under 2014 satte ett varmt väder stopp för tävlingen. 
Kommunen brukar även arrangera något som kallas för Brukets Dag, vilket historiskt sett har varit en marknad med möjlighet att ta del av olika typer av aktiviteter. Liknade arrangemang sker även i byar några km utanför centralorten, Grunkor och mojänger i Överklinten, och i samband med sesångs öppning av de populära Andra Varvet  i sikeåhamn så är de en marknad och HamnFesten med livemusik från både lokala artister och populära Coverband, ett ganska nytt men mycket populärt återkommande arrangemang, 
organiserat av bya föreningen LSI = Legdeå-Sikeå Intresseförening.

## Kända personer från orten
- Modefotografen Per-Gunnar Arctaedius

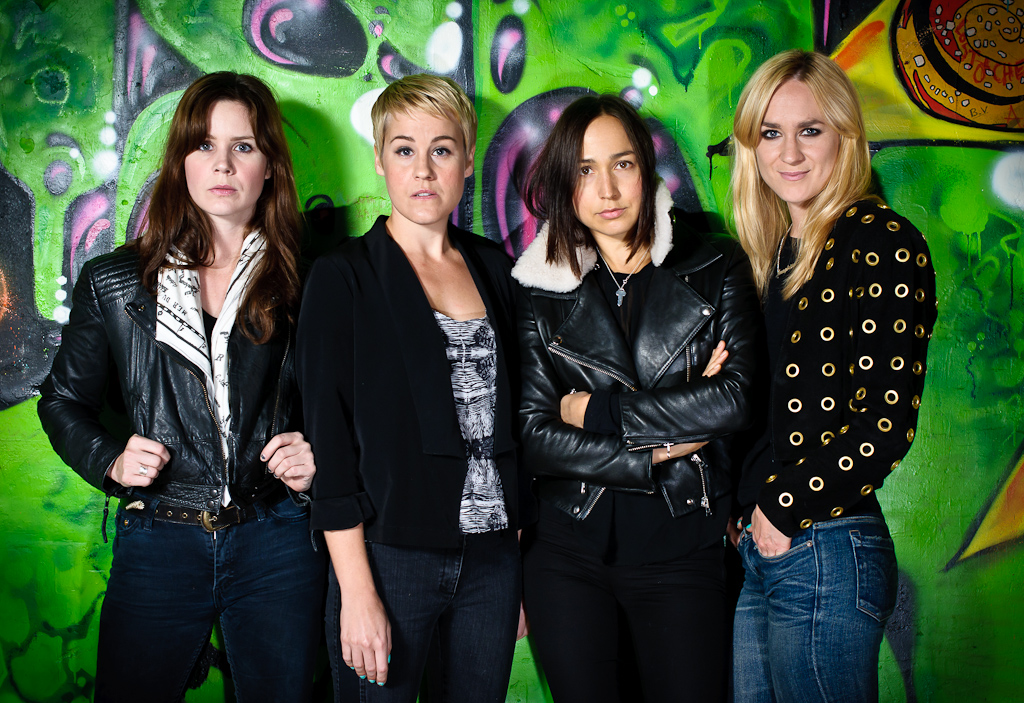
Sahara Hotnights

- Sahara HotnightsRockgruppen Sahara Hotnights (Maria Andersson, Jennie Asplund, Johanna Asplund och Josephine Forsman)
- Artisten Frida Hyvönen
- Musikern Ottilia Säll
- Lars Andersson som är författare till verket "Gustapärsa"[16].
- Maud Olofsson (bosatt i Robertsfors)
- Artisten Jonas Bergsten

### Fiktiva personer
- Den fiktiva personen Johan "JW" Westlund i Jens Lapidus roman Snabba cash